# 로가쇼우치

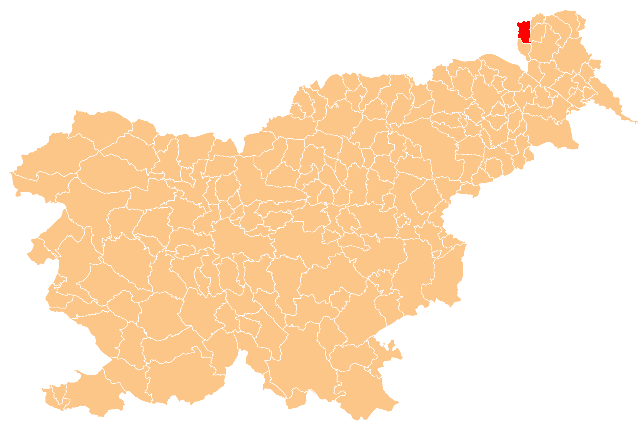
로가쇼우치의 위치

로가쇼우치(슬로베니아어: Rogašovci, 헝가리어: Szarvaslak 서르버슐러크[*], 독일어: Reissen 라이센[*])는 슬로베니아의 도시로 면적은 40.1km2, 인구는 3,399명(2002년 기준), 인구 밀도는 84.8명/km2이다.